# Communauté de communes Berg et Coiron
Die Communauté de communes Berg et Coiron ist ein französischer Gemeindeverband mit Rechtsform einer Communauté de communes im Département Ardèche, dessen Verwaltungssitz sich in dem Ort Villeneuve-de-Berg befindet. Er liegt in der östlichen Mitte des Départements zwischen Aubenas und Montélimar und umfasst ein zum Zentralmassiv gehörendes Hochland, das Plateau du Coiron. Der andere Namensteil Berg war der Name einer mittelalterlichen Länderei. Der im April 2003 gegründete Gemeindeverband besteht aus 13 Gemeinden auf einer Fläche von 219,29 km². Präsident des Gemeindeverbandes ist Jean-Paul Roux.

## Aufgaben
Zu den vorgeschriebenen Kompetenzen gehören die Entwicklung und Förderung wirtschaftlicher Aktivitäten und des Tourismus sowie die Raumplanung auf Basis eines Schéma de Cohérence Territoriale. Der Gemeindeverband bestimmt die Wohnungsbaupolitik. In Umweltbelangen betreibt er die Abwasserentsorgung (teilweise), und die Müllabfuhr und -entsorgung.

## Historische Entwicklung
Mit Wirkung vom 1. Januar 2017 verließ die Gemeinde Lavilledieu den Verband und schloss sich der Communauté de communes du Bassin d’Aubenas an.

## Mitgliedsgemeinden
Folgende 13 Gemeinden gehören der Communauté de communes Berg et Coiron an:
| Gemeinde                              | Einwohner 1. Januar 2022 | Fläche km² | Dichte Einw./km² | Code INSEE | Postleitzahl |
| ------------------------------------- | ------------------------ | ---------- | ---------------- | ---------- | ------------ |
| Berzème                               | 159                      | 18,36      | 9                | 07032      | 07580        |
| Darbres                               | 269                      | 16,52      | 16               | 07077      | 07170        |
| Lussas                                | 1.142                    | 16,45      | 69               | 07145      | 07170        |
| Mirabel                               | 777                      | 19,90      | 39               | 07159      | 07170        |
| Saint-Andéol-de-Berg                  | 130                      | 15,57      | 8                | 07208      | 07170        |
| Saint-Germain                         | 704                      | 9,50       | 74               | 07241      | 07170        |
| Saint-Gineys-en-Coiron                | 119                      | 13,20      | 9                | 07242      | 07580        |
| Saint-Jean-le-Centenier               | 868                      | 15,16      | 57               | 07247      | 07580        |
| Saint-Laurent-sous-Coiron             | 120                      | 15,58      | 8                | 07263      | 07170        |
| Saint-Maurice-d’Ibie                  | 213                      | 23,30      | 9                | 07273      | 07170        |
| Saint-Pons                            | 302                      | 16,50      | 18               | 07287      | 07580        |
| Sceautres                             | 147                      | 14,64      | 10               | 07311      | 07400        |
| Villeneuve-de-Berg                    | 3.031                    | 24,61      | 123              | 07341      | 07170        |
| Communauté de communes Berg et Coiron | 7.981                    | 219,29     | 36               | –          | –            |